# Leonardo Spreafico
Leonardo Spreafico (Monza, 5 novembre 1907 – Milano, 15 dicembre 1974) è stato un pittore italiano.

## Biografia
Nella città natale di Monza trascorre l'infanzia e l'adolescenza e nel Parco di Monza conosce il pittore Antonio Ambrogio Alciati che sarà mentore per la sua vocazione all'arte.
Nel 1926 inizia la sua formazione artistica all'istituto ISIA, da poco istituito nella sua città natale, diplomandosi nel 1933. I suoi maestri sono Arturo Martini, Pio Semeghini, Raffaele De Grada.
Apre uno studio di pittura a Milano, in corso Garibaldi, e si dedica anche all'insegnamento.
Dal 1930 in poi si forma il gruppo degli artisti milanesi e il gruppo di Como: si comincia a guardare all'Europa e Spreafico si trova a fianco delle avanguardie artistiche. È il tempo degli incontri con Luigi Broggini, Costantino Nivola, Pittino, Afro Basaldella, Arnaldo Badodi, Sirio Musso: nasce così il sodalizio Casa degli artisti in via Garibaldi 89 a Milano (gruppo «Garibaldi 89»), tanto importante nella battaglia per il rinnovamento dell'arte italiana.

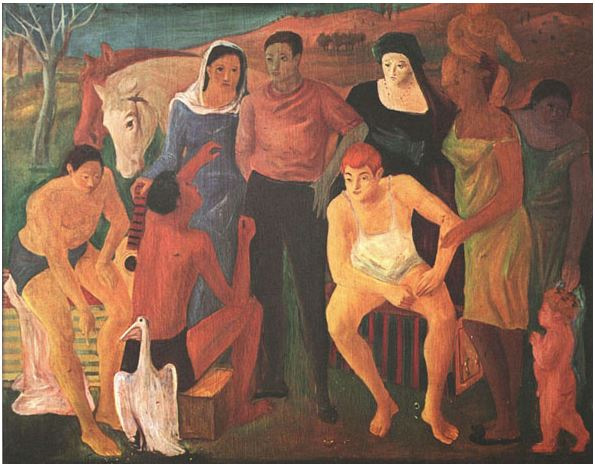
Il racconto dello zingaro, 1935, olio su tela, cm. 150 x 200, Collezione privata E.G

Nel 1934 frequenta l'Accademia di Brera, studia pittura, architettura ed arti applicate, diplomandosi l'anno successivo.
Soggiorna a Venezia insieme ad Afro Basaldella e, nel 1936,  è invitato alla Biennale di Venezia dove presenta l'opera «Il racconto dello zingaro», che gli varrà l'interessamento di Carlo Carrà.
Sempre nel 1936, vince un concorso indetto dalla Società di Navigazione «Italia», insieme a B. Buffoni, per un grande pannello destinato alla stazione di a New York, ha così la possibilità di compiere un viaggio oltreoceano.
Nel 1937 a Parigi collabora con Mario Sironi, Fausto Melotti e B. Buffoni all'allestimento del padiglione italiano alla Esposizione Internazionale di Parigi. Presenta alla XX Biennale di Venezia l'opera «Pittore di nudi».
L'anno seguente ottiene la cattedra di Composizione decorativa presso gli Istituti Educativi dell'Umanitaria di Milano .
Nel 1939 è invitato a partecipare alla III Quadriennale di Roma dove espone «Ritratto di Signora» e presenta una mostra personale alla Galleria Genova di Genova.
Viene invitato ad esporre grafica alla VII Triennale di Milano del 1940 e l'anno successivo ottiene la cattedra di «Figura e Pittura» all'Istituto Superiore Industriale ed Artistico della Villa Reale di Monza.

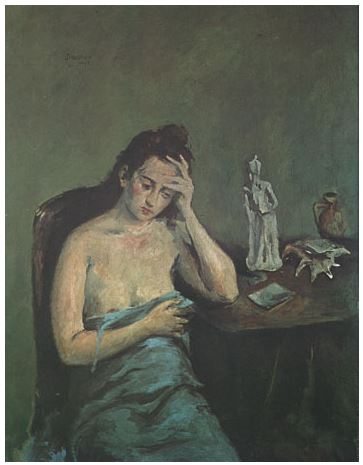
La modella triste, 1942, olio su tela, cm. 82x102

Alla Biennale di Venezia del 1942 ha l'allestimento un'intera parete e al IV Premio Bergamo espone il quadro «La modella triste», che ottiene il premio acquisto del Ministero.
È richiamato alle armi nel 1943, in Calabria dove si ammala di malaria; risale la penisola italiana con le forze alleate e viene congedato nel 1945. Rientra a Milano dove trova lo studio di Corso Garibaldi completamente distrutto.
Espone una personale all'Arengario di Monza nel 1946 presentando lavori che ormai esprimono il frutto della sua ricerca personale.
Prende parte alla Biennale di Venezia del 1948, la prima del dopoguerra, dove espone «Barche in porto». Partecipa ad altre importanti manifestazioni ottenendo premi e riconoscimenti: il Premio del Golfo a La Spezia, il Premio Orvieto, Premio Michetti Francavilla al Mare, Premio Città di Alessandria e il Premio San Remo con giuria presieduta da Felice Casorati; Si reca per un lungo periodo di studio a Parigi.
Nel 1949 partecipa alla Collettiva di Palazzo Reale di Milano, al Premio Golfo della Spezia e al Premio Siena.
Nel 1951 vince il V Premio Michetti a Villafranca al Mare e la Medaglia d'oro alla IX Triennale di Milano. Fa un viaggio di lavoro e studio a Barcellona.
La Pala d'altare dedicata a San Giovanni Bosco nella Chiesa Rondinella di Sesto San Giovanni lo tiene impegnato per gran parte del 1952.
Dal 1953 al 1961 insegna alla Scuola superiore d’Arte Applicata del Castello Sforzesco a Milano.
Tra i suoi collaboratori, nel 1958 assunse come assistente Ettore Bonfatti Sabbioni, artista incisore italiano.
Nel 1959 partecipa alla Biennale di Milano. e l'anno successivo si dedica all'allestimento di due mostre personali a Milano alla Galleria «Parete del Pino» e a Brescia alla Galleria Alberti.
La partecipazione alla Biennale di Venezia del 1961 gli frutta la medaglia d'oro della prestigiosa Esposizione Internazionale e, nello stesso anno, consegue anche la medaglia d'oro all'ottavo Concorso Nazionale di pittura - Premio Ramazzotti.

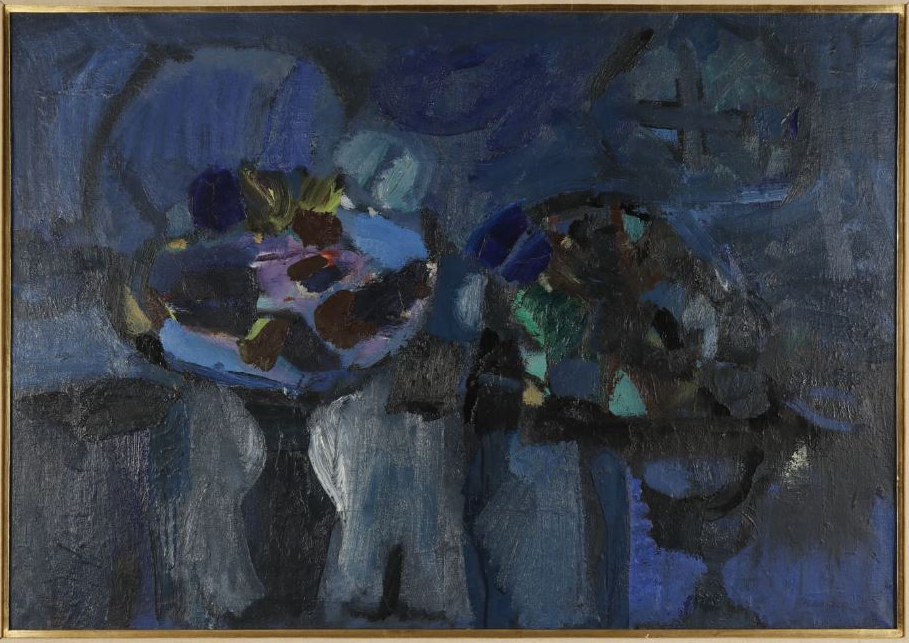
Natura morta 1949, olio su tela, Parma collezione privata

Dal 1962 al 1970 insegna all'Istituto d'Arte Toschi, oggi Liceo artistico statale Paolo Toschi di Parma,qui reggerà la cattedra di Pittura fino al 1970. Nel frattempo è invitato ancora alla XXII Biennale di Milano ed espone in varie personali, in Italia e all'estero a Frankental (Germania), a Barcellona (Spagna) e a Oporto (Portogallo).
In Germania a Frankenthal, a Barcellona, a San Pellegrino Terme e a Campione d'Italia espone, nel 1966, alcuni lavori con studi legati a studi astratto-informali: "i fiori".
Nel 1968 crea una grande vetrata per l'abside della Chiesa di S. Ambrogio ad Nemus in Cinisello Balsamo e lavora per altre importanti personali a Bergamo, Milano, Oporto, Rovereto con ottimo successo di critica.
Le personali allestite nel 1971 si svolgono a San Giorgio Piacentino e a Monza.
Muore improvvisamente nel 1974 e viene sepolto a Cinisello Balsamo.

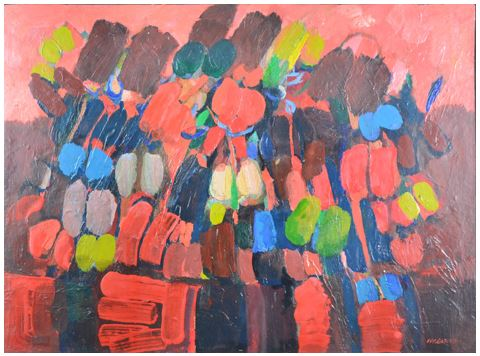
Fiori rossi sul tavolo, 1969, olio su tela, cm. 50 x 70, Collezione privata A.R.